# 1877 au théâtre
| Années du théâtre : 1874 - 1875 - 1876 - 1877 - 1878 - 1879 - 1880    |
| Décennies du théâtre : 1840 - 1850 - 1860 - 1870 - 1880 - 1890 - 1900 |

## Pièces de théâtre représentées
- 2 février : L’Hetman, drame en 5 actes en vers de Paul Déroulède, créé au Théâtre de l'Odéon